# Murexia
Murexia és un gènere de marsupials de la família dels dasiúrids. Les espècies d'aquest grup són oriündes de Nova Guinea, on viuen a altituds de fins a 2.000 msnm. El seu hàbitat natural són els boscos. Probablement s'alimenten d'insectes i altres invertebrats petits. Tenen una llargada de cap a gropa de 8–29 cm, una cua de 15–28 cm i un pes de 30–400 g. Els mascles pesen bastant més que les femelles. El nom genèric Murexia significa ‘semblant a Murex’ en llatí.